# Global Greens
Global Greens (GG) er et internationalt netværk af politiske partier og bevægelser, som arbejder for at implementere Global Greens charter. Det består af forskellige nationale grønne politiske partier, partnernetværk og andre organisationer med tilknytning til grøn politik.
Netværket blev dannet i 2001 på den første globale grønne kongres og er i 2022 vokset til at omfatte 81 fuldgyldige medlemspartier og 13 observatører og associerede parter. Det styres af en styregruppe med 12 medlemmer kaldet Global Greens Coordination. Hvert medlemsparti er med i et af fire tilknyttede regionale grønne forbund opdelt efter verdensdele. Den daglige drift af Global Greens administreres af et sekretariatet.
Fra Danmark er Socialistisk Folkeparti medlem.

## Historie
Verdens første grønne partier blev grundlagt i 1972. Disse var i den australske delstat Tasmanien (United Tasmania Group) og i New Zealand (Values Party). Andre fulgte hurtigt efter: I 1973 blev PEOPLE (senere Ecology Party) oprettet i Storbritannien, og i andre europæiske lande opstod grønne og radikale partier i de følgende år.
Den første Global Greens kongres blev afholdt i Canberra, Australien, i 2001. Det officielle Global Greens Charter blev vedtaget her, og kongressens delegerede oprettede rammerne og de organisatoriske strukturer, der ville bygge Global Greens til et løbende internationalt netværk og bevægelse, herunder Global Greens Coordination. I 2010 blev den første Global Greens Secretary udnævnt.

## Globalt Greens Charter
Global Greens Charter er det vejledende dokument, der fastlægger de principper og kerneværdier, som medlemspartier og tilknyttede organisationer bør forsøge at overholde. Den opstiller globale principper, der krydser grænser for at binde grønne fra hele verden sammen:
1. Deltagelsesdemokrati
2. Ikke-vold
3. Social retfærdighed
4. Bæredygtighed
5. Respekt for mangfoldighed
6. Økologisk visdom

De prioriteter, der er skitseret i charteret, omfatter reform af den dominerende økonomiske model, tackling af klimaændringer, ende på sultkrisen, fremme af et levende demokrati, arbejde for fred, beskyttelse af biodiversitet.
Global Greens Charter er blevet gennemgået og opdateret to gange under Global Greens kongresser siden dets oprindelige udgivelse i 2001: første gang i Dakar, Senegal i 2012, og igen i Liverpool, Storbritannien, i 2017. Charteret er oversat til en række sprog.

## Global Greens regionale forbund
Global Greens er organiseret i fire regionale forbund over hele verden:
- Asia Pacific Greens Federation
- Det Europæiske Grønne Parti
- Forbundet af Grønne Partier i Afrika
- Forbundet af de grønne partier i Amerika